# Rodrigo Buenaventura
Rodrigo Buenaventura Canino (Madrid, 1968) es un economista español que ocupó el cargo de presidente de la Comisión Nacional del Mercado de Valores (CNMV) entre diciembre de 2020 y diciembre de 2024.

## Biografía
Se licenció en Ciencias Económicas y Empresariales por la Universidad Autónoma de Madrid en 1991. Entre 1993 y 2004 ejerce diversas posiciones en la consultora española Afi. En 2005 se incorpora a la CNMV como director de relaciones internacionales. Entre 2007 y 2011 es director de mercados secundarios de la CNMV. Desde 2011 a 2017 ocupa el cargo de director de mercados de ESMA (European Securities and Markets Authority).
Fue director general de Mercados del Organismo regulador desde 2017 hasta su nombramiento como presidente de la CNMV.
En diciembre de 2020 fue nombrado presidente de la Comisión Nacional del Mercado de Valores, cargo que desempeñó hasta el final de su mandato en diciembre de 2024.
En enero de 2025 tomó posesión como Secretario General de IOSCO, la Organización Internacional de Comisiones de Valores, con sede en Madrid.